# Zarota zla
Zarota zla (francosko La Conspiration du mal) je zgodovinski roman francoskega pisatelja Christiana Jacqa, ki je izšel leta 2003. Je drugi roman v njegovi zbirki Ozirisove skrivnosti.

## Zgodba
V drugem delu Ikar rešuje Egipt pred zlom. Njaprej poskuša ubiti faraona, a mu on razkrije nekatere skrivnosti in od takrat mu pomaga. Skupaj začneta reševati Egipt.